# Мътнишка река
Мътнишка река (Мътница, Мадара) е река в Североизточна България, област Шумен – общини Шумен и Каспичан, десен приток на Провадийска река. Дължината ѝ е 38 km.
Мътнишка река води началото си под името Бяла вода от Шуменското плато, на 432 m н.в., на 1,6 km североизточно от село Средня, Община Шумен. Протича в източна посока в широка долина, като след село Мадара се насочва на североизток, покрай северозападните склонове на Провадийското плато. Влива се отдясно в Провадийска река на 95 m н.в. при град Каспичан.
Площта на водосборния басейн на Мътнишка река река е 175 km2, което представлява 8,2% от водосборния басейн на Провадийска река.
Мътнишка река е с дъждовно-снежно подхранване, с максимален отток през февруари-март, а минимален – август-септември.
По течението на реката са разположени кварталите „Макак“ и „Мътница“ на град Шумен, село Мадара, град Каспичан и кварталът му „Калугерица“.
Водите на реката основно се използват за напояване. Между Каспичан и Шумен по долината на реката преминава част от трасето на жп линията Варна – София.
На източния скалист бряг на реката, срещу село Мадара се намира скалният барелеф „Мадарски конник“.

## Топографска карта
- Лист от карта K-35-30. Мащаб: 1 : 100 000.
- Лист от карта K-35-31. Мащаб: 1 : 100 000.